# دوخانگ
نام قدیم شهر خانقین و به زبان فارسی میانه به معنی دو خانه است در حقیقت خانقین معرب دو خانه یا دو خانگ پهلوی است این شهر در زمان ساسانیان در ناحیه موسوم به دل ایرانشهر واقع شده و یکی شهرهای استان شادفیروز است این شهر در مسیر جاده ابریشم قرار داشته و دروازه ورود به منطقه موسوم به عراق ایرانی و خراسان است و اهمیت ارتباطی مهمی بین ایرانشهر و سایر مناطق ایران داشته در نزدیکی همین شهر جنگ خونین جلولا واقع شد که طی آن علی‌رغم مقاومت سخت ایرانیان موفق به گشودن راه حود شدند و بعد از آن عمر خطاب خلیفه مسلمین دستور توقف نیروها را به سعد ابی وقاص سردار معروف عرب را داد و آرزو کرد که دیگر با ایرانیان روبرو نشود در این شهر آثاری از ساسانیان باقی مانده که مهمترین آن پلی است که هنوز برجای می‌باشد این پل که به پل الوند یا الون موسوم است آسیب دید که در زمان قاجار مرمت شد.